# 梅尔托拉
梅尔托拉是葡萄牙贝雅区的一个堂区。总面积318.13平方公里，总人口3093人，人口密度9.7人/平方公里。